# Gonzalo Barreto
Gonzalo Barreto Mastropierro (født 22. januar 1992 i Montevideo, Uruguay) er en uruguayansk fodboldspiller, der spiller som angriber hos Sportivo Luqueño i Paraguay. Tidligere har han optrådt for blandt andet italienske Lazio samt for Danubio FC i sit hjemland.

## Landshold
Barreto har (pr. april 2018) endnu ikke debuteret for Uruguays A-landshold, men har spillet adskillige kampe for sit land på ungdomsplan, og deltog blandt andet ved U/17-VM i 2009 i Nigeria.